# トリーネ・ウスタゴー
トリーネ・ウスタゴー・イェンスン（デンマーク語: Trine Østergaard Jensen、1991年10月17日 - ）は、デンマークのハンドボール選手。ハンドボールデンマーク女子代表にも選出されている。
ユース年代ではガルデンFSに所属した後、2007 - 08年のシーズンにチーム・イカストへ移籍、在籍中の2009年には欧州女子U-19ハンドボール選手権に出場している。2009年には、7月1日にFCミトユランへ移籍が決まり、2010年にはU-18チームで優勝した後にトップチームへ昇格した。
FCミトユラン在籍中にチームはEHF杯（2010 - 11年）、EHFカップ・ウィナーズ・カップ（2014 - 15年）を制し、2013 - 14年のEHFチャンピオンリーグでも決勝まで残った。国内ではDHF杯を3回（2011 - 12年、2013 -14年、2014 - 15年）獲得、ハンドボルド・リーガエンでは3回（2010 - 11年、2012 -13年、2014 - 15年）優勝している。
代表にも招集され、2013年世界女子ハンドボール選手権、2014年欧州女子ハンドボール選手権、2015年世界女子ハンドボール選手権、2016年欧州女子ハンドボール選手権に出場した。
2017年1月、同年夏より3年契約でオーデンセ・ハンドボルに移籍することが発表された。この年、2017年世界女子ハンドボール選手権に、2018年には欧州女子ハンドボール選手権に出場している。

## 個人受賞
- 2015年 - ハンドボルド・リーガエンベスト・ライトウィング